# Kihurio
Kihurio ist ein Verwaltungsbezirk (Ward) des Distrikts Same in der tansanischen Region Kilimandscharo.

## Geografie
Kihurio liegt im Nordosten von Tansania an den südöstlichen Ausläufern des Pare-Gebirges, etwa 60 Kilometer Luftlinie südöstlich der Distrikthauptstadt Same.
Der Bezirk grenzt im Norden und im Osten an Kalemawe, im Süden an Bendera, im Westen an Vunta und im Nordwesten an Myamba. Bei der Volkszählung 2022 lebten 10.249 Menschen in 2871 Haushalten auf einer Fläche von 36,4 Quadratkilometern.

## Gliederung
Der Bezirk besteht aus fünf Gemeinden (Mtaa) mit 23 Orten (Kitongoji):
| Uzambara - Zahanati - Sokoni - Mashine A - Bombani - Marret | Kankokoro - Misheni - Mbueni - Zingamwe - Dengemaya - Msikitini - Mashine B | Mvure Kongei - Jitengeni A - Jitengeni B - Maparakanga - Minazini | Mbuyuni - Changarawe A - Changarawe B - Mbuyuni - Zahanati | Kongei - Ihundi - Igulutu - Mabambara - Kidundai |

## Wirtschaft und Infrastruktur
- Bildung: In Kihurio liegen drei weiterführende Schulen. Staatlich geführt werden die gemischte Schule Kihurio Secondary School[8] und die Mädchenschule Mvure Kongei Secondary School.[9] Privat geleitet wird die Jitengeni Secondary School, die Mädchen und Burschen bis zur 4. Stufe ausbildet.[10][11]
- Gesundheit: Die in den Gemeinden Uzambara,[12] Kankokoro[13] und Kongei[14] liegenden Apotheken werden staatlich geführt.